# Moha (België)

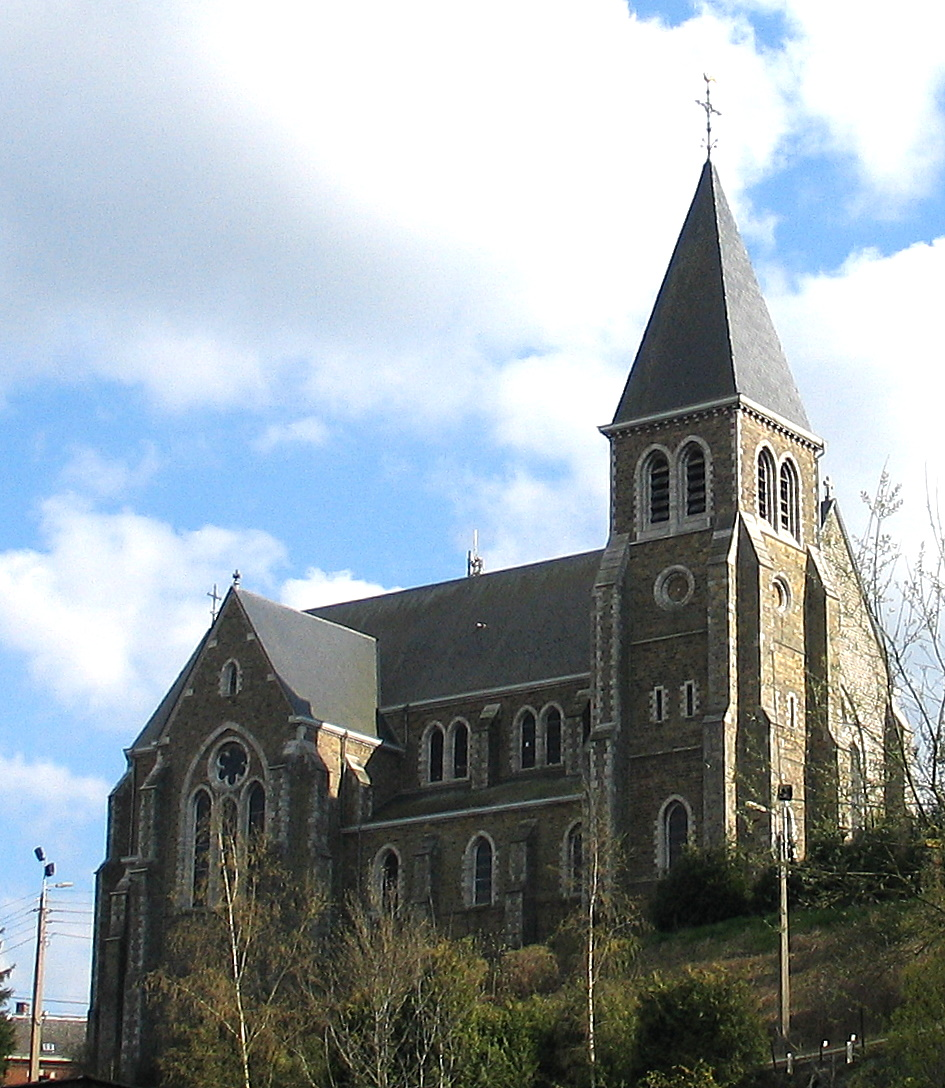
O.L.V. van de Rozenkranskerk

Moha is een deelgemeente van de Belgische gemeente Wanze, provincie Luik, en heeft een oppervlakte van 5,51 km². Moha telt ruim 1600 inwoners (2005). Behalve de dorpskern maken ook de gehuchten Les Communes, Les Taillis, Le Tilleul en Saint-Sauveur deel uit van Moha.

## Geografisch
Het dorp ligt deels in de vallei van de Mehaigne en deels op het plateau tussen Mehaigne en Maas, in een vrij sterk golvend en op sommige plaatsen rotsachtig landschap. Moha maakt deel uit van het Natuurpark van de Valleien van de Burdinale en de Mehaigne.

## Geschiedenis
De plaats is met zekerheid bewoond sinds het Midden-paleolithicum. Op het grondgebied van Moha werden sporen van voorhistorische nederzettingen aangetroffen in de Trou du Chena (grot), Trou Bodson, Gros-Bois en l'Hermitage.
Vanaf de 9e-10e eeuw was Moha de hoofdplaats van het gelijknamige graafschap, dat een vrij uitgestrekt gebied tussen Mehaigne en Maas omvatte. Na het uitsterven van de mannelijke lijn van de grafelijke familie in het begin van de 13e eeuw, werd het graafschap aan de prins-bisschop van Luik geschonken. Alhoewel hij een nederlaag leed tijdens de slag van Steps zou het nog jaren duren eer hertog Hendrik I van Brabant zijn aanspraken op Moha liet varen (Borgworm 1229), maar vanaf dat ogenblik werd het voormalige graafschap een kwartier van Luik. Het oude, te Wanze zetelende gerechtshof bleef bestaan, maar in Moha stelde de prins-bisschop een nieuw, door de baljuw voorgezeten gerechtshof in.
In Moha werd al sinds de 14e eeuw zilver en lood ontgonnen. Later kwam deze industrie in verval, maar van 1848 tot 1854 werd er in het dorp opnieuw lood gedolven.
Vanaf het einde van de 18e eeuw bestonden er te Moha in de vallei van de Mehaigne ook enkele steengroeven. Op het einde van de 19e eeuw werden plannen ontwikkeld voor een meer intensieve uitbating van deze groeven en werd de site uitgebreid met een steenzagerij en een kalkoven. Zo ontstond een lokale industrie die in 1947 aan 121 mensen werk verschafte (114 in 1980). Recente uitbreidingsprojecten stuitten steevast op verzet van de bewoners van het naburige Vinalmont, waar de landelijke gehuchten Wanzoul en Roua door een vergroting van de huidige infrastructuur van de steengroeve in de knel dreigen te komen. Tijdens een in 1997 door de plaatselijke overheid georganiseerd openbaar onderzoek waren de schriftelijk ingediende protesten (bijna 1500) talrijker dan het totaal aantal inwoners van Vinalmont (ruim 1070).
In het verleden werd te Moha eveneens steenkool ontgonnen. De laatste mijnen, beheerd door "Espérance et Envoy", overleefden tot kort na de Tweede Wereldoorlog.

## Demografische ontwikkeling
- Bronnen:NIS, Opm:1831 tot en met 1970=volkstellingen, 1976= inwoneraantal op 31 december

## Bezienswaardigheden
- Kasteel van Moha (rue du Madot 98)

Van de versterkte burcht, die vanop de rotspartij boven de plek waar het riviertje Fosseroûle in de Mehaigne stroomt het dorp Moha domineert, wordt vermoed dat ze in de loop van de 10e eeuw als grafelijke woning gebouwd werd. Na het overlijden van Albert III en diens dochter Gertrudis, laatste graaf en gravin van Moha, werd het graafschap aan de kerk van Luik overgedragen. De burcht, vanaf dan het plaatselijke symbool van de prinsbisschoppelijke macht, werd in 1376 door de bewoners van Hoei ingenomen en gedeeltelijk ontmanteld. Ondanks het feit dat ze nooit meer heropgebouwd werd, bleven delen van de burcht van Moha tot ver in de 17e eeuw bewoond en waren er onder meer een gevangenis en een kazerne in ondergebracht. De kapel werd pas op het einde van de 18e eeuw ontwijd.
De ruïne met haar gewelfde kelders en 35 meter diepe put is nog steeds te bezichtigen en wordt nu beheerd door een vereniging die er culturele en folkloristische manifestaties organiseert. Vooral het historische klank-en-lichtspel dat er jaarlijks rond Hemelvaartsdag plaatsvindt geniet bekendheid. Sinds 1981 is het versterkte kasteel een beschermd monument.

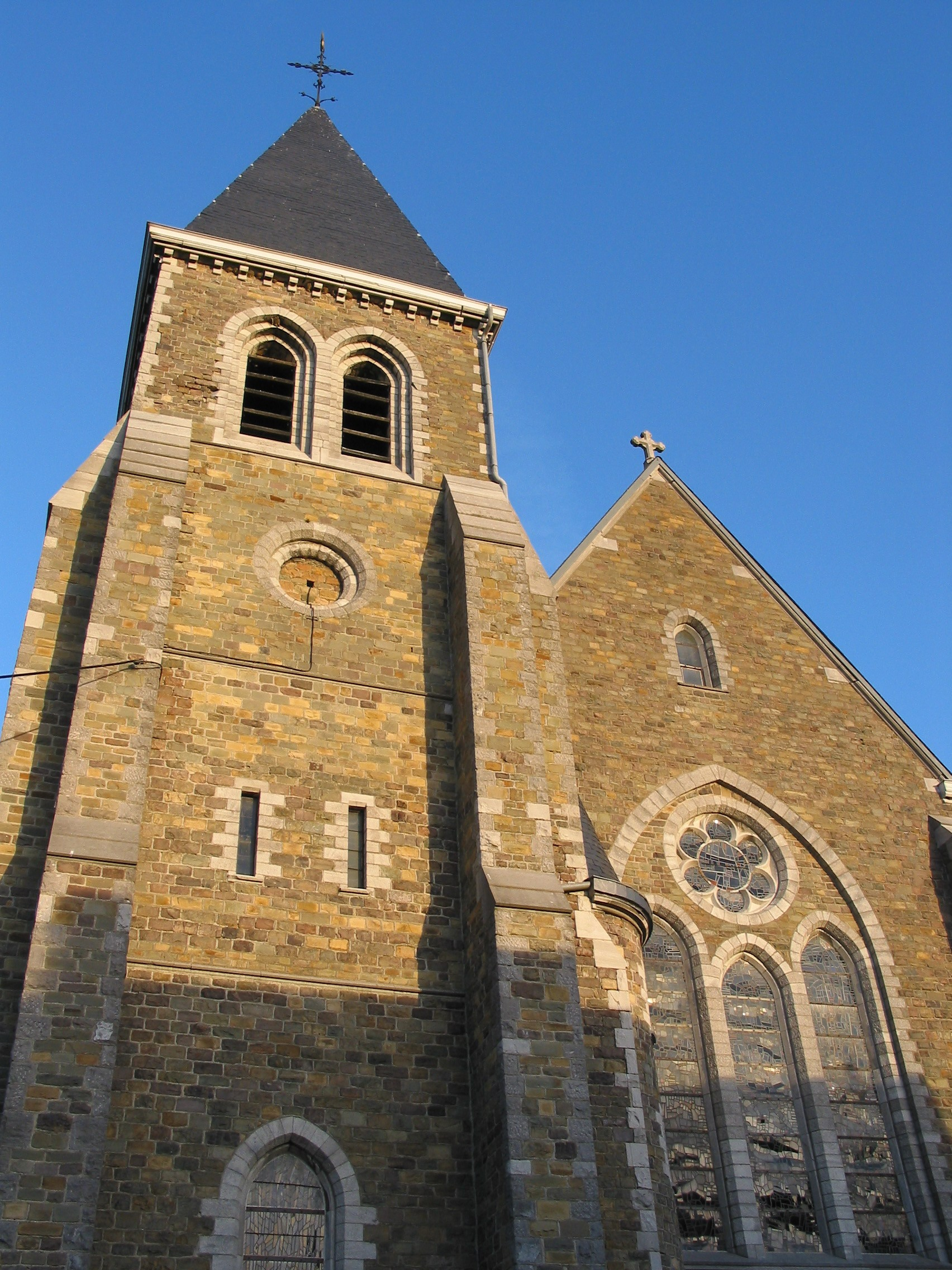
Toren van de Onze-Lieve-Vrouw van de Rozenkranskerk

- Onze-Lieve-Vrouw van de Rozenkranskerk (place de l'Eglise)

De huidige, neogotische kerk van Moha werd in 1912 gebouwd naar plannen van architect Louis Schoenmaekers. Op dezelfde plek stond voordien een herhaaldelijk (voor het laatst in 1791) herbouwd gebedshuis. De kerk bestaat uit drie beuken van vier traveeën, een dwarsbeuk en een door zijkapellen geflankeerd koor. De vrij hoge geveltoren verrijst aan het uiteinde van de noordelijke zijbeuk.
Onze-Lieve-Vrouw van de Rozenkrans van Moha wordt vandaag aanroepen tegen allerlei kinderziekten, maar in het verleden was de kerk van Moha vooral een bedevaartsoord voor ouders en familieleden van doodgeboren baby's. Deze kinderen waren immers ongedoopt en - hoewel zonder persoonlijke zonde of schuld; wegens de oerzonde alleen - gedoemd om permanent in het "limbus infantium" te verblijven. Er werd geloofd dat zij door tussenkomst van Onze-Lieve-Vrouw net lang genoeg tot leven konden gewekt worden om alsnog de doop te ontvangen en zo hun trieste lot te ontlopen. In de kerk van Moha getuigen verschillende geschilderde babyportretten en andere ex voto's nog van deze nu zo goed als verdwenen pelgrimages.
- Lavoir van Moha: vroegere openbare wasplaats aan een bron langs de Mehaigne in het centrum van Moha

## Galerij

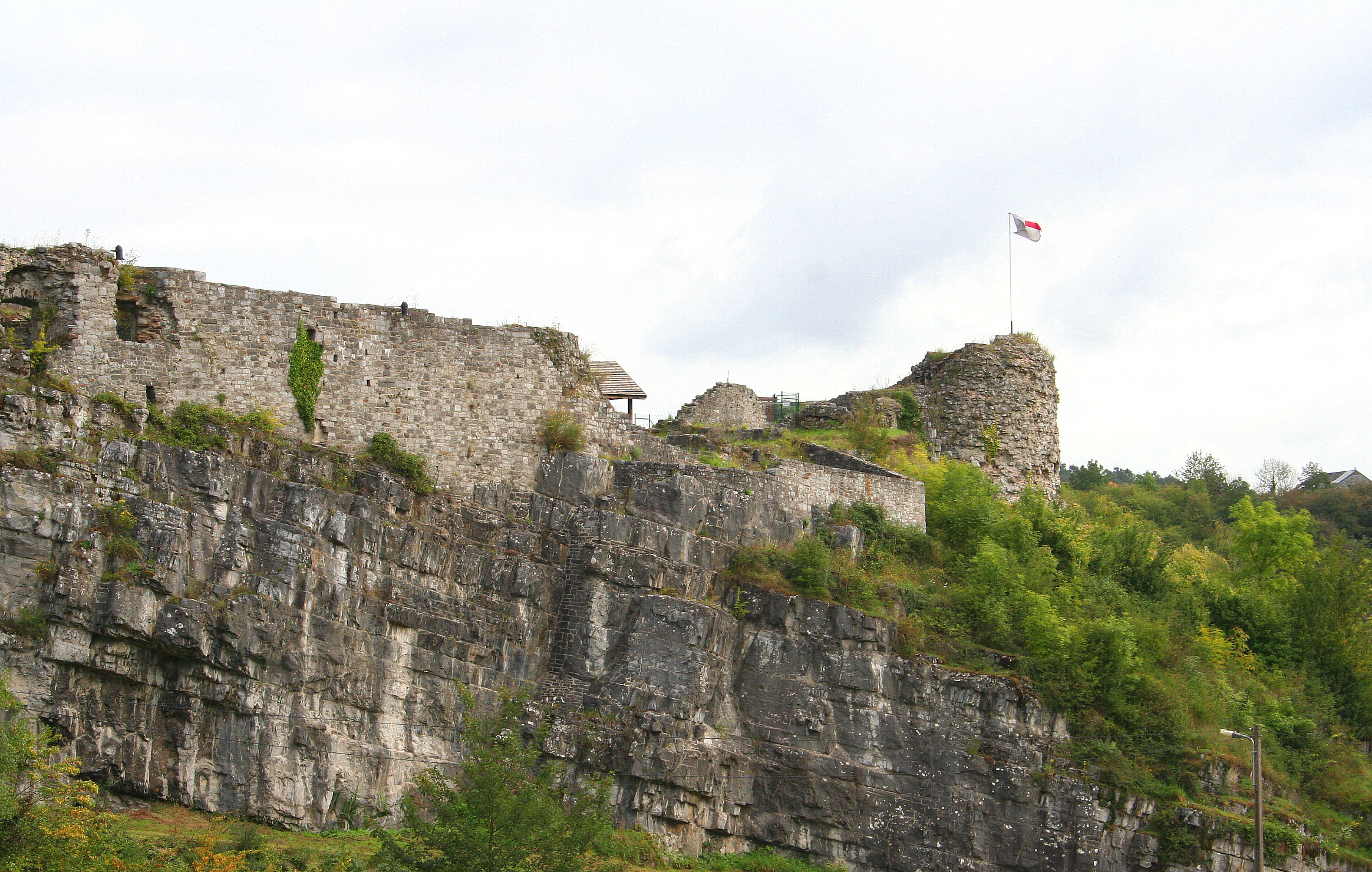
Kasteel van Moha
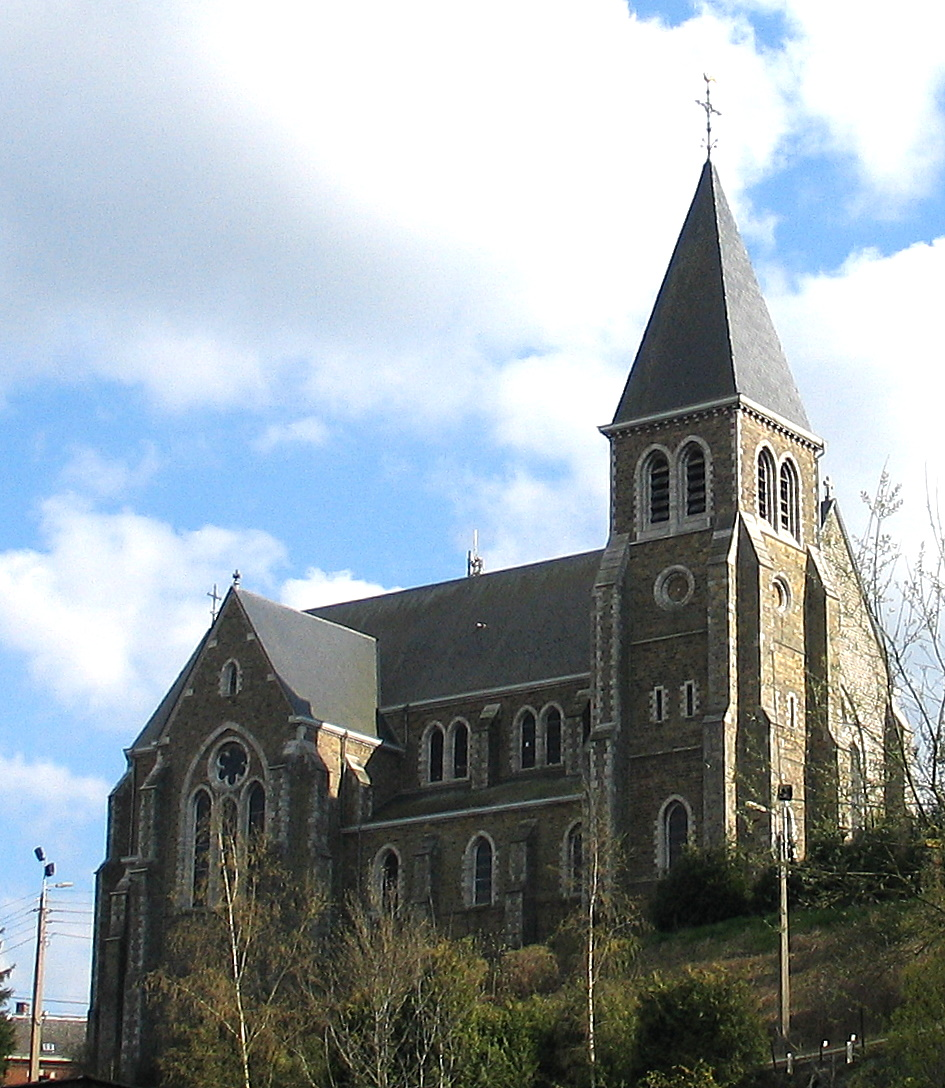
Kerk van Moha
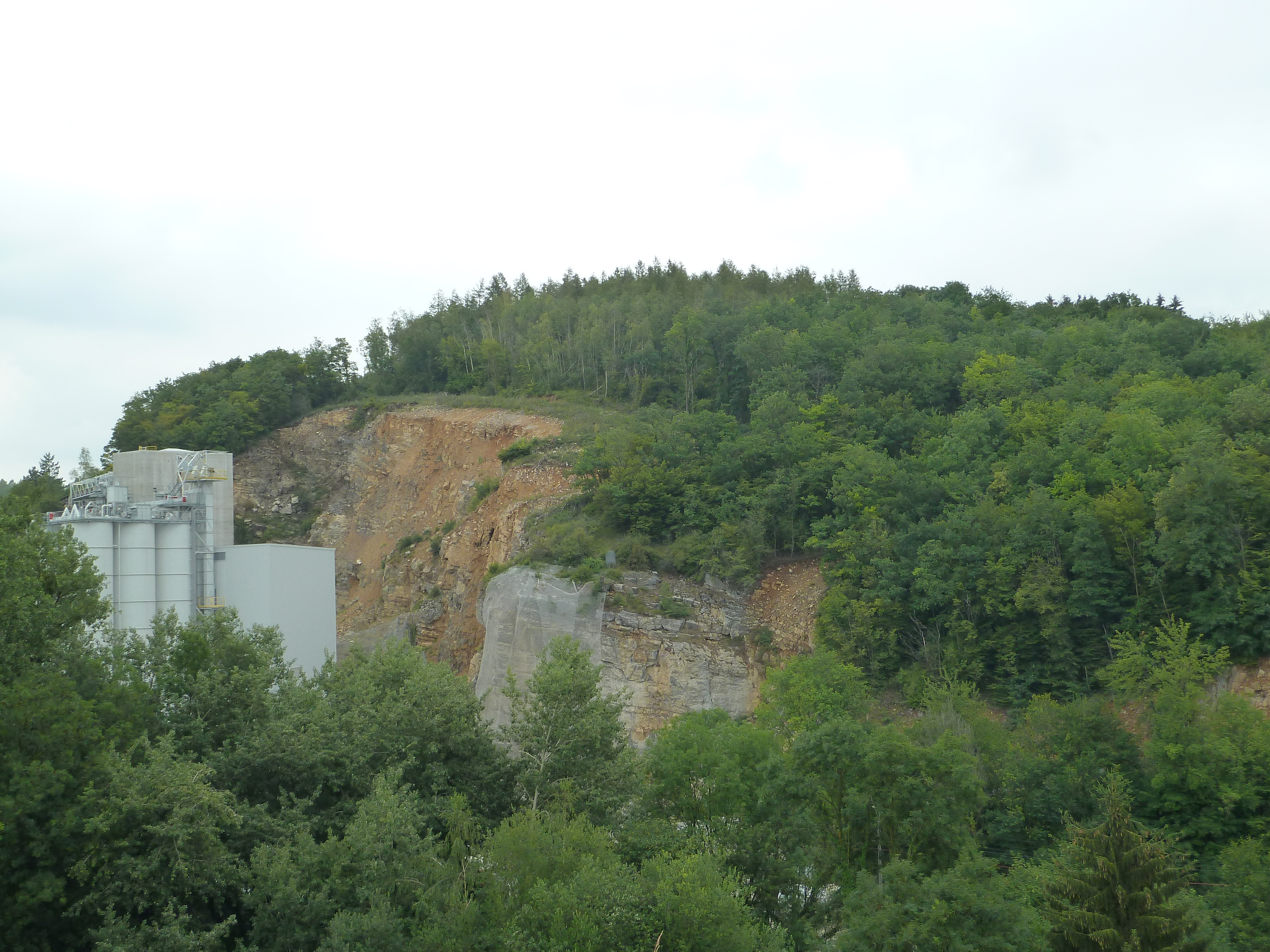
Steengroeve in Moha
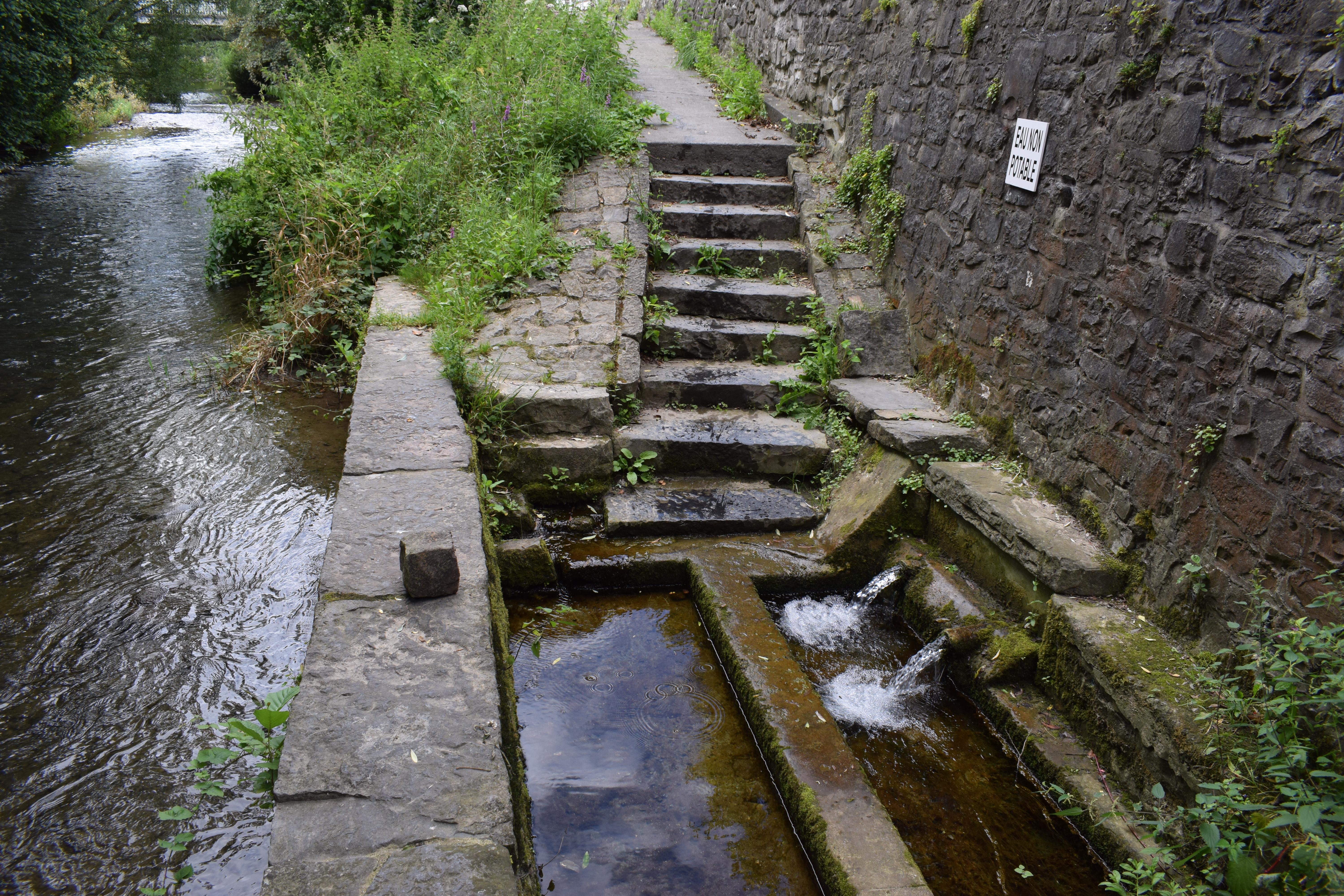
Lavoir van Moha